# Appalachia (geslacht)
Appalachia is een geslacht van rechtvleugeligen uit de familie veldsprinkhanen (Acrididae). De wetenschappelijke naam van dit geslacht is voor het eerst geldig gepubliceerd in 1936 door Rehn & Rehn.

## Soorten
Het geslacht Appalachia omvat de volgende soorten:
- Appalachia arcana Hubbell & Cantrall, 1938
- Appalachia hebardi Rehn & Rehn, 1936